# Zuzu (Akšak)
Zuzu war ein elamischer König von Akšak, einer mesopotamischen Stadt am Tigris gelegen, etwa vierzig Kilometer südlich des heutigen Bagdad. Um 2550 v. Chr. besiegte E-ana-tum, der Herrscher von Lagaš, Zuzu und unterwarf neben anderen Städten Akšak. Dieser Feldzug beendete die elamische Vorherrschaft in Mesopotamien. Der Sieg E-ana-tums über Zuzu ist neben anderen Siegen auf der „Geierstele“ dargestellt. Die Königsliste von Akšak ist überliefert. Mit der Niederlage Zuzus begann die Herrschaft der Könige von Lagaš über Akšak, die jedoch nur zwei Generationen dauerte.